# 19-й Берлинский международный кинофестиваль
19-й Берлинский международный кинофестиваль прошёл с 25 июня по 6 июля 1969 года в Западном Берлине.

## Жюри
- Йоханнес Шааф (председатель жюри)
- Сгнеса Калинова
- Хосе П. Доминиан
- Франсуа Шале
- Джон Расселл Тейлор
- Джованни Граццини
- Масаки Кобаяси
- Арчер Уинстен
- Ульрих Грегор

## Конкурсная программа
- Прикосновение любви, режиссёр Уорис Хуссейн
- Айдо: Слуга любви, режиссёр Сусуму Хани
- Любовь и ярость, режиссёры Марко Беллоккьо, Бернардо Бертолуччи, Жан-Люк Годар, Карло Лидзани, Пьер Паоло Пазолини и Эльда Таттоли
- Баллада Карла-Хеннинга, режиссёр Лене Гронликке и Свен Гронликке
- Бразилия, год 2000, режиссёр Валтер Лима мл.
- Эротиссимо, режиссёр Жерар Пирес
- Гупи поёт, Багха танцует, режиссёр Сатьяджит Рей
- Приветствия, режиссёр Брайан Де Пальма
- Я слон, мадам, режиссёр Петер Задек
- Все мы демоны, режиссёр Хеннинг Карлсен
- Нора, режиссёр Карлос Саура
- День славы, режиссёр Эдоардо Бруно
- Радость познания, режиссёр Жан-Люк Годар
- Любовь холоднее смерти, режиссёр Райнер Вернер Фассбиндер
- Сделано в Швеции, режиссёр Йохан Бергенстрале
- Полуночный ковбой, режиссёр Джон Шлезингер
- Ранние работы, режиссёр Желимир Жилник
- Жилая комната, режиссёр Ричард Лестер
- Три не превращается в два, режиссёр Питер Холл
- Tiro de gracia, режиссёр Рикардо Бечер
- Тихое местечко за городом, режиссёр Элио Петри

## Награды
- Золотой медведь:
  - Ранние работы, режиссёр Желимир Жилник
- Золотой медведь за лучший короткометражный фильм:
  - Смотреть или не смотреть
- Серебряный медведь:
  - Приветствия
  - Я слон, мадам
  - Сделано в Швеции
- Серебряный медведь - специальный приз за лучший короткометражный фильм:
  - Presadjivanje osecanja
- Приз юношеского кинематографа:
- Приз юношеского кинематографа - лучший игровой фильм:
  - Ранние работы
- Приз международного евангелического жюри:
  - Млечный Путь
- Приз Международной Католической организации в области кино (OCIC):
  - Полуночный ковбой
- Награда C.I.D.A.L.C. имени Ганди:
  - Жилая комната
- Премия международного союза кинокритиков (UNICRIT):
  - Эротиссимо
- Премия международного союза кинокритиков - особое упоминание
  - Гороскоп